# Bruno Carr
Bruno Carr (* 25. Oktober 1928 in Bronx, New York; † 9. Februar 1993 in Denver, Colorado) war ein US-amerikanischer Jazz-Schlagzeuger.
Carr war ein Cousin von Connie Kay; als Schlagzeuger war er Autodidakt. Der Swing-Schlagzeuger Sid Catlett half ihm bei seinem Karrierestart. Nach seinem Militärdienst von 1951 bis 1953 spielte er bis 1955 in einem New Yorker Club, danach begleitete er 1960/62 Ray Charles u. a. bei einer Europatournee. Anfang der 1960er-Jahre war er in Begleitbands von Sarah Vaughan, Betty Carter und Shirley Scott tätig; er spielte auch mit Lou Donaldson und Wild Bill Davis. Ende der 1960er/Anfang der 1970er Jahre gehörte er der Band von Herbie Mann an; mit ihm trat Carr auch auf den Berliner Jazztagen auf. In den 1960ern und 1970er Jahren arbeitete er außerdem bei Bobby Timmons, Hank Crawford, Dave Pike, Norman Simmons, Jack Wilson, Monty Alexander, Eddie Vinson und Wynton Kelly. Anfang der 1980er Jahre zog er nach Denver, wo er noch auf Jazz-Partys auftrat.